# Woiwodschaft Podlachien (1513–1795)

Wappen

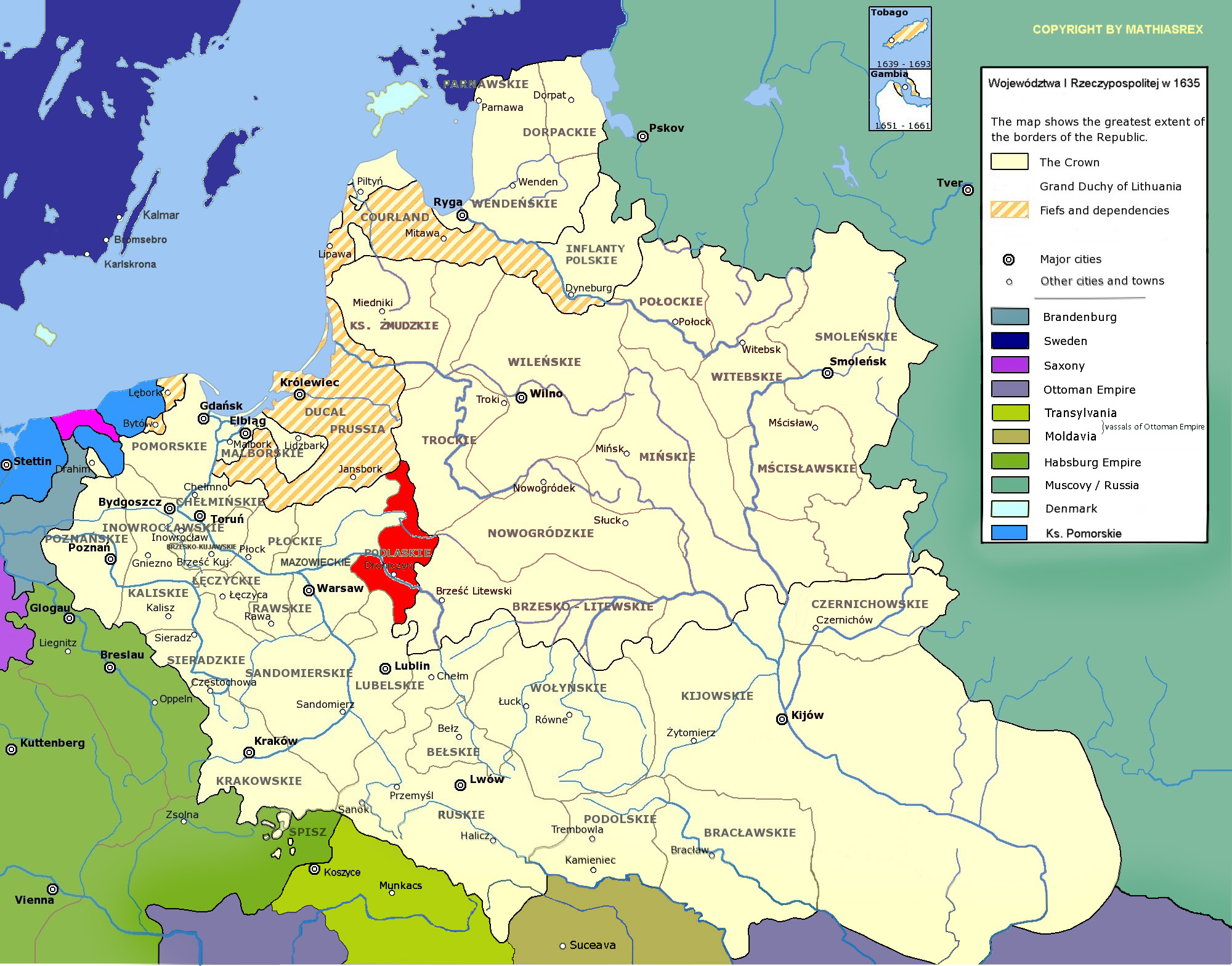
Woiwodschaft Podlachien in der polnisch-litauischen Republik

Die Woiwodschaft Podlachien (polnisch województwo podlaskie) war eine Woiwodschaft der polnisch-litauischen Adelsrepublik von 1513 bis 1795 auf dem Gebiet des heutigen Polen und Belarus.

## Verwaltungseinteilung
Sitz des Woiwoden und des Kastellans war Drohiczyn. Beide waren Senatoren.
Die Woiwodschaft Podlachien gliederte sich in drei Länder mit jeweils eigenen regionalen Ständeversammlungen (Sejmik):
- Land Drohiczyn (ziemia drohicka), Hauptort Drohiczyn
- Land Mielnik (ziemia mielnicka), Hauptort Mielnik
- Land Bielsk (ziemia bielska), Hauptort Bielsk, Landgericht in Brańsk

## Geschichte
Am 29. August 1513 wurde die Woiwodschaft Podlachien und Brest im Großfürstentum Litauen durch Sigismund I. aus einem Teil der Woiwodschaft Troki gebildet. Seit 1516 stand sie unter polnischem Recht. 1566 wurde die Woiwodschaft Brest herausgelöst.
Nach der Union von Lublin kam sie zur Provinz Kleinpolen im Königreich Polen.
1795 wurde die Woiwodschaft aufgelöst und das Gebiet zum größten Teil Preußen und zu einem kleinen Teil Russland zugeteilt, 1807 kam das gesamte Gebiet zu Russland.
1790 lebten in der Woiwodschaft Podlachien 226.392 Menschen.